# Iosif Nemeș
Iosif Nemeș (n. 1903) a fost un rugbist român, a participat cu echipa de rugbi la Jocurile Olimpice de vară din 1924 desfășurate la Paris - olimpiadă la care echipa României a obținut medalia de bronz, prima medalie cucerită de un român la o olimpiadă.

## Legături externe
- Iosif Nemeș la Comitetul Olimpic și Sportiv Român (arhivat)
- en Iosif Nemeș la Olympedia.org